# Igreja de São Frei Pedro Gonçalves
La Iglesia de San Frei Pedro Gonçalves es un templo católico que se encuentra en el Largo de São Frei Pedro Gonçalves (donde se incluye la Iglesia, el caserío y el Hotel Globo) . En lo alto de la colina del antiguo puerto del varadouro, frente al río Sanhauá; en el Centro Histórico, de João Pessoa, capital del Paraíba. Se destaca por la arquitectura de rasgos eclécticos, con influencia neoclásica.

## Historia

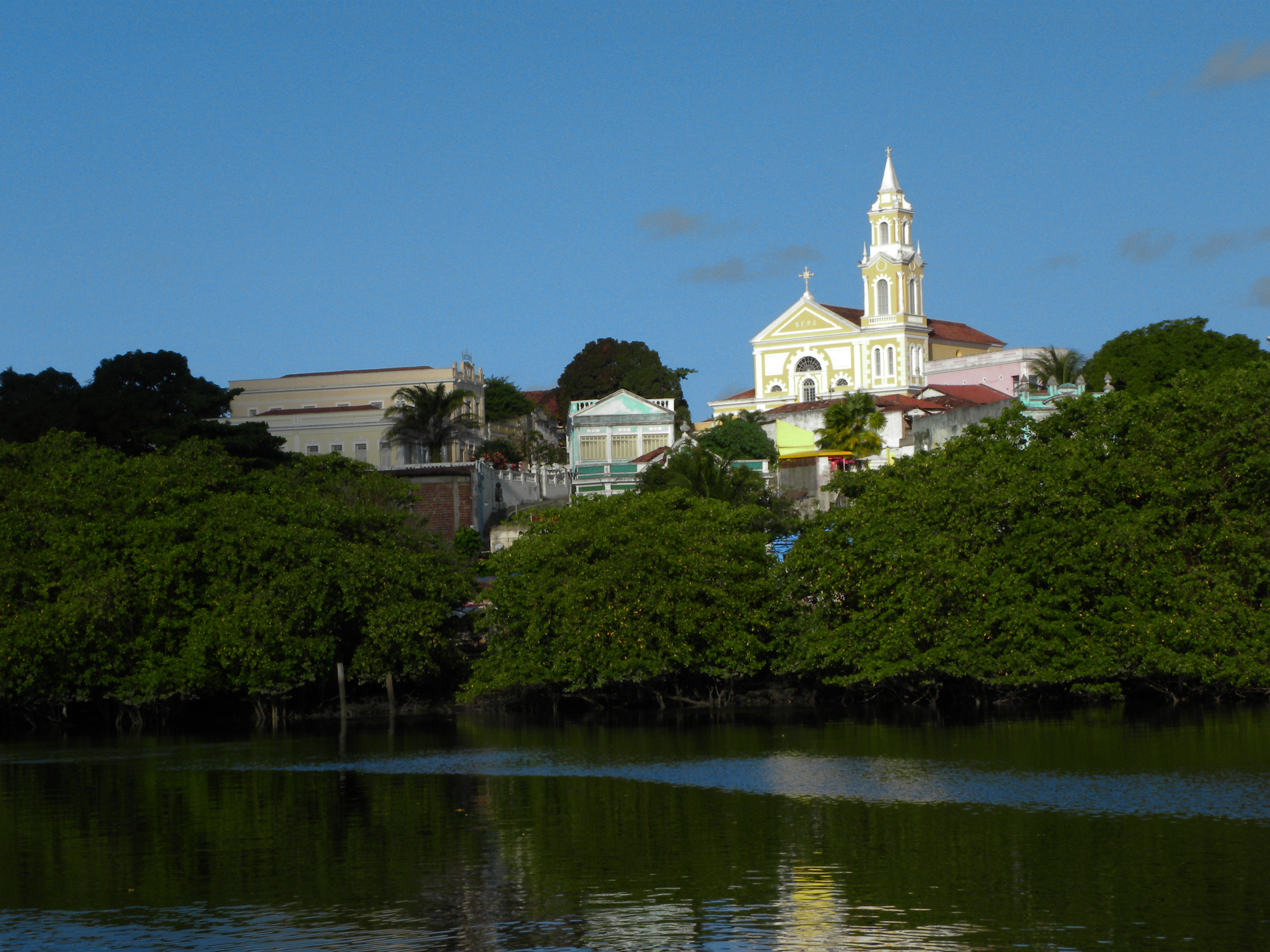
Vista de la Iglesia de San Frei Pedro Gonçalves, desde el Río Sanhauá.

La iglesia fue construida en 1843, fue edificada, gracias a las contribuciones de comerciantes y pescadores, que se instalaban en la calle derecha (actual calle duque de caxias). El templo ganó inicialmente el nombre de Iglesia de los Navegantes, posteriormente, pasó a llamarse de San Frei Pedro Gonçalves, que es el santo español protector de los navegantes.

## Descubrimiento Arqueológico

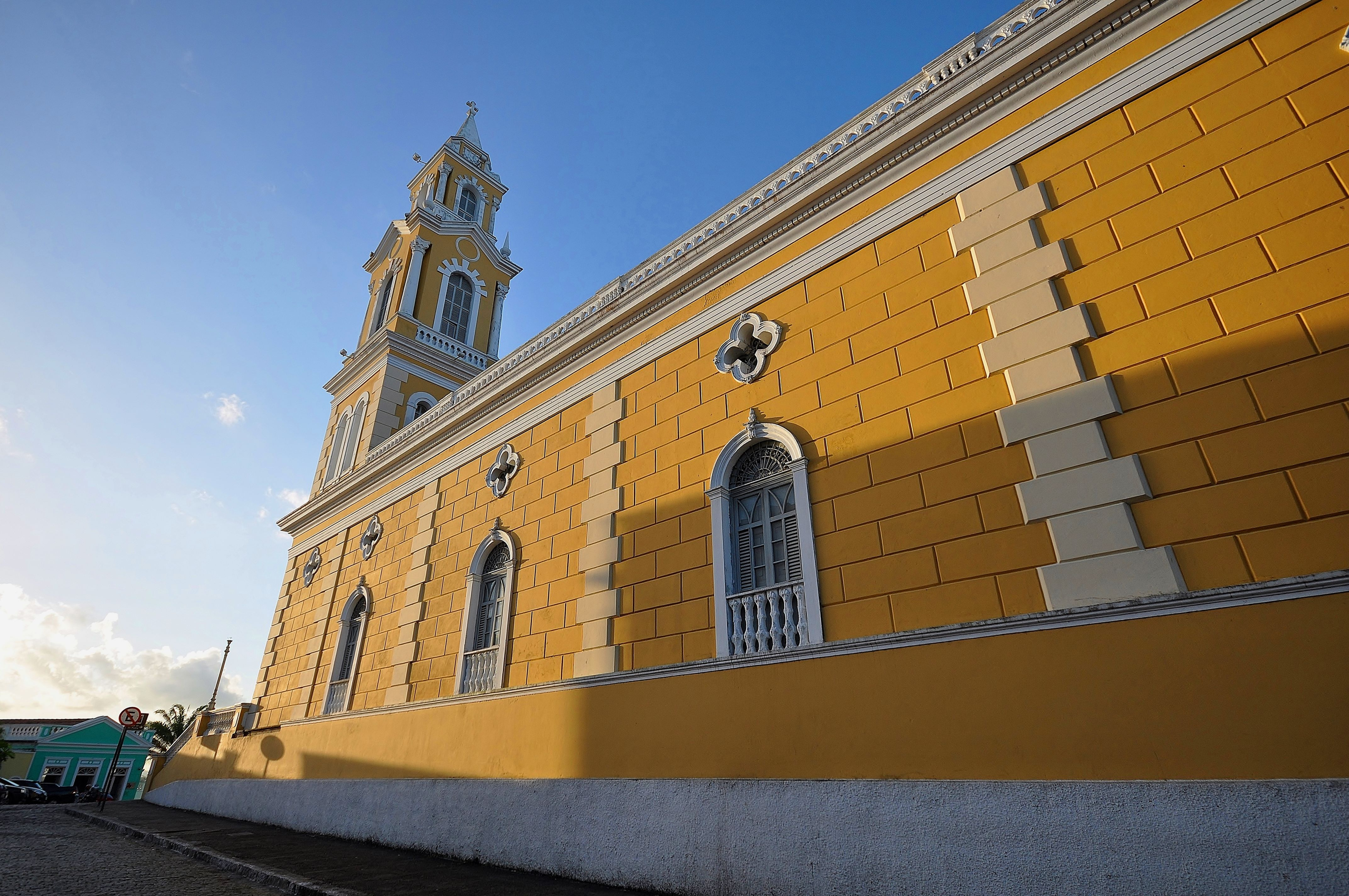
Vista lateral de la Iglesia de San Frei Pedro Gonçalves.

Durante la restauración de la iglesia en 2000, fueron identificadas por los técnicos (historiadores, arqueólogos y arquitectos), las ruinas de una fortificación cuya construcción sería a finales del siglo XVI. En una evaluación preliminar, de los técnicos del IPHAN, se puede tratar de las murallas del varadouro, posiblemente fuerte do varadouro, hecha en el momento de la colonización portuguesa; durante las excavaciones en la iglesia durante su restauración, se encontró también la fuente que los arqueólogos creen haber abastecido a la población de la fortaleza, como también túneles para drenaje de agua, huesos humanos y material en cerámica. Podría remitirse a las primeras ocupaciones de la entonces Capitanía de Paraíba, de 1585.